# Zecca di Lucca
La Zecca di Lucca era l'ente preposto presso cui veniva effettuata la coniazione delle monete a nome della città di Lucca.

## Storia
La zecca di Lucca fu aperta nel 650 e ha continuato la propria attività per circa dodici secoli, dai Longobardi fin verso la metà del XIX secolo, durante i quali ha prodotto oltre duemila tipi monetali. 
A differenza di altre, la zecca lucchese è stata oggetto di studi anche da parte di personaggi illustri come Domenico Massagli e Giulio Cordero di San Quintino, forse anche a causa della sua longevità. 
Fin dall’inizio Lucca si collocò come la zecca più importante del Regno Longobardo dopo quella di Pavia. Inizialmente si dedicò alla produzione di Tremissi d’oro anonimi su cui era riportato il nome della città, dal 749 batté invece un tremisse dedicato ad Astolfo Re dei Longobardi, seguito poi un Tremisse per Desiderio dal 756 al 774. 
Dopo la caduta del dominio longobardo s'instaurò il Regno Franco di Carlo Magno durante il quale l’attività della zecca continuò inizialmente la produzione dei Tremissi d’oro tipici del Regno Longobardo, restando l’unica zecca toscana a battere moneta dopo l’ascesa al potere carolingia. Famosa la moneta in oro che presumibilmente Carlo Magno nel 781, in occasione del battesimo di suo figlio Carlomanno, lasciò in omaggio presso la tomba di S. Pietro a Roma, visibile oggi nella collezione digitale vaticana. Dal 781 decise di applicare anche al Regno d'Italia le riforme carolinge imponendo il ritiro dell’oro e la sua sostituzione con monete d’argento.
Essendo situata nei pressi di uno dei principali valichi degli Appennini, Lucca poteva godere di una posizione strategica, e probabilmente fu anche questo il motivo per cui fu una delle poche officine longobarde che Carlo Magno decise di lasciare aperte dopo la riforma monetaria. 
Nel 1209 Ottone IV decise di rinnovare il privilegio di zecca alla città di Lucca, fu così che iniziò la coniazione di una grande quantità di monete d’argento sulle quali era inciso un monogramma a doppia T. Questo segnò la nascita di una moneta molto apprezzata e imitata, in grado di correre al fianco di un denaro importante come quello pavese, con il quale si instaurerà poi anche una concorrenza. 
Una delle monete più belle e importanti di questo periodo è sicuramente il Grosso d’argento da 12 denari, prima moneta riportante l’immagine del Volto Santo, il quale diventò ben presto il marchio distintivo della città e lo restò fino a circa il 1600. 
Nel 1342 la città di Pisa riuscì a imporre il proprio potere su Lucca e lasciò le proprie tracce anche a livello monetario: su molte delle monete prodotte dalla zecca cittadina comparve l’aquila imperiale, caratteristica del denaro pisano.
Nel 1369, per concessione dell’imperatore Carlo IV, Lucca riacquistò la propria indipendenza. Da questo momento in avanti la zecca lucchese coniò Grossi e altre monete d’argento riportanti il nome di Carlo IV in ricordo del gesto grazie al quale fu riacquistata la libertà, di cui poté godere per diversi secoli. 
Intorno alla seconda metà del XV secolo viene coniato per la prima volta il Ducato Largo, moneta che riportava al dritto il Volto Santo a mezzo busto e al rovescio San Martino a cavallo nell’atto di porgere il mantello al povero.
Con la riconferma degli antichi privilegi da parte di Carlo V, Lucca restò l’unica fra tutte le città della Toscana a mantenere l’indipendenza e a non essere annessa al ducato mediceo.
Nell’ottobre del 1535 la Zecca di Lucca conia lo Scudo d’oro del sole, moneta d’oro di lega un po’ più debole di quelle battute in precedenza introdotta dalla Francia e che si stava rapidamente diffondendo in molte zecche italiane. La nuova moneta recava sul dritto lo scudo della città di Lucca con una banda che riporta la scritta “LIBERTAS” e al rovescio il Volto Santo a mezzo busto. 
La coniazione di questa moneta s’interruppe nel febbraio del 1536 per poi riprendere circa un ventennio più tardi, precisamente nel 1552.
Insieme allo Scudo fu coniato anche il Mezzo Scudo, uno speciale tipo di moneta chiamata Mancuso. È una moneta molto rara in quanto, nel 1551, il Senato lucchese concesse di coniarne soltanto una ogni cento scudi.
Nel 1543, per la prima volta tra le monete lucchesi, fu impressa la data su un Quattrino di rame.
Nel 1564 fu coniato per la prima volta il Santacroce da 15, un denaro d’argento più pesante dei precedenti caratterizzato sul dritto dalla leggenda “SALVATOR MVNDI” e dal Volto Santo, per la prima volta crocefisso e a figura intera, e sul rovescio dalla leggenda “CAROLVS IMPERATOR e LVCA” riportante le lettere disposte a croce.
Nel 1572 inizia la battitura dello Zecchino, nuova moneta d’oro che, come nel Ducato Largo, riporta al dritto il Volto Santo a mezzo busto e sul rovescio San Martino a cavallo che porge il mantello al povero.
Lo Scudo d’oro del sole sopravvive per poco allo Zecchino, difatti il 1576 è l’ultima coniazione conosciuta.
Come le altre zecche d’Italia, anche la Zecca di Lucca nel 1596 coniò il ducatone da 75 bolognini, detto anche scudo, una pesante moneta d’argento di circa 31 grammi. Questa moneta riporta sul dritto lo scudo della città di Lucca con la solita banda che riporta la scritta “LIBERTAS” e sul rovescio nuovamente San Martino a cavallo che porge il proprio mantello al povero.
Nel 1615 venne poi ordinata la battitura di una nuova moneta d’argento il cui valore era un terzo dello scudo, il Santacroce da 25, il quale riportava sul dritto lo scudo ovale con l’iscrizione “LIBERTAS” e al rovescio il Volto Santo a figura intera.
Nel 1661 fu coniato il Grosso della ghirlanda il quale aveva sul dritto le lettere “LVCA” disposte a croce intorno a una rosa, il tutto incorniciato da una ghirlanda, e sul rovescio nuovamente il Volto Santo.
Nel 1668 fu battuto il grosso da 12 soldi che reca sul dritto, posto tra due pantere che sorreggono la corona, lo scudo con la banda con scritto “LIBERTAS” e sul rovescio la Giustizia con ramo d’ulivo e bilancia e la leggenda “IVSTITIA ET PAX”.
Un fatto importante fu la modifica della leggenda riportata sul dritto, la quale recitava “RESPVBLICA LVCENSIS”, che d’ora in poi ritornerà su tutti i nominali (sia d’argento che d’oro), a differenza delle leggende “CAROLVS IMPERATOR” e “OTTO REX” che saranno riportate solo su piccole monete di rame. La Zecca di Lucca realizzò queste operazioni per segnare la sua totale indipendenza dai vincoli con l’Impero e per cercare di cancellare anche il ricordo di tali esperienze che risiedeva nelle monete. 
Nel 1748 la zecca provvide alla coniazione del pezzo da due doppie, il quale riportava i soliti tipi dello scudo con l’iscrizione “LIBERTAS” a dritto e del Volto Santo a mezzo busto a rovescio.
Verso la fine del XVIII secolo furono coniate altre due piccole monete d’argento. La prima era il Duetto, il quale riportava San Pietro con le chiavi e il libro; la seconda era il Bolognino, il quale riportava sul dritto una pantera rampante che sosteneva lo scudo della città e sul rovescio San Pietro con le chiavi e la leggenda “BOLOGNINO DI LVCCA”.
A seguito della conquista francese Lucca perse la propria indipendenza e l’attività della zecca venne chiusa, fu riaperta solo da parte di Elisa Bonaparte e Felice Baciocchi durante il loro principato.
Dopo la caduta di Napoleone fu poi instaurato a Lucca il ducato di Maria Luisa di Borbone e di Carlo Ludovico, suo figlio.
Nel 1843 l’attività della zecca lucchese fu definitivamente sospesa e poco dopo anche la città di Lucca fu annessa al Granducato di Toscana.

## Collocazione della zecca
L'edificio della zecca, chiamato Moneta, ora scomparso, era situato subito a nord della antica Curtis regia longobarda,  secondo i pareri abbastanza concordi degli studiosi (passim),  Matraia, Isa Belli Barsali, Giulio Ciampoltrini e Vito Tirelli.

## La circolazione del denaro lucchese
Per molto tempo la zecca lucchese e le sue monete ebbero un valore importantissimo e camminarono al fianco di altre zecche italiane importantissime: Pavia, Milano e Verona.
Ognuna di queste zecche aveva un’area di propria competenza, e in particolare:
- Pavia, essendo la zecca più importante, serviva l’intero territorio del Regno d'Italia
- Milano serviva il territorio lombardo, piemontese e emiliano
- La zecca veronese destinava il suo denaro prevalentemente al Veneto, al Friuli, al Sud Tirolo, alla Carinzia e alla Romagna
- Il denaro lucchese era diffuso invece nell’area del centro Italia, in particolar modo al dominio dei Canossa.

Fra il X e il XI secolo questo equilibrio venne a mancare e si verificò un importante e rapido svilimento dei denari delle quattro principali zecche, le quali producevano gran parte della moneta in circolazione sul territorio.
Lo svilimento della moneta non fu però un segno di debolezza, ma piuttosto un segno di vivacità economica in forte crescita. In particolare per una città-stato piccola come quella di Lucca, i commerci richiedevano una quantità di moneta maggiore, ma la disponibilità di mercato dell’argento era ben inferiore rispetto alla richiesta effettiva, perciò fu ritenuto più utile avere in circolazione una grande quantità di pezzi di basso valore piuttosto che concentrarsi su monete di metallo migliore. L’impoverimento del nominale serviva inoltre per tenere a bada il fenomeno della tosatura delle monete nuove.
La forte espansione economica e il conseguente fabbisogno di monete comportarono l’apertura di nuove zecche e molte città italiane.
Tutta questa situazione finì per distruggere la precedente unitarietà concernente la valutazione delle monete d’argento così che il valore dei denari prodotti da ogni zecca finirono per divergere anche in modo notevole.
La mancanza di un forte potere centrale comportò inevitabilmente una competitiva corsa allo svilimento della propria moneta da parte delle nuove zecche, questo al fine di ottenere maggiori profitti e vantaggi per i propri mercati.
Nel caso della zecca lucchese l’inesorabile svalutazione dei denari d’argento è particolarmente evidente dal Regno di Enrico II. 
Negli utili anni, grazie a tecniche particolari, è stato possibile stabilire con precisione la composizione chimica interna del denaro Lucensis: nonostante verso la fine dell’XI secolo fosse ancora di buon argento, all’inizio del XII secolo non era altro che rame appena imbiancato.
Ad eccezione delle monete coniate nel periodo di dominazione ottoniana (detti denari ottoniani), la moneta coniata dalla zecca lucchese si trovò solitamente a ricoprire il ruolo di moneta cattiva e, proprio per questo motivo, la sua tesaurizzazione non avrebbe prodotto alcun frutto. 
Tra il X e il XIII secolo gran parte degli scambi nell’Italia centrale e nei feudi contigui avvenivano comunque attraverso l’utilizzo della moneta di produzione lucchese, questo perché considerata forte e affidabile.
A conferma di quanto sopra vi sono numerosi atti notarili conservati nella chiesa di Santa Croce di Lucca nei quali, a proposito del Lucensis, si legge “DENARI ARGENTI MUNDI BONI ET SPENDIBILES”.
L’importanza di Lucca a livello monetario era dimostrata anche dal fatto che mercanti di diverse città, quali Pisa, Siena, Arezzo o Firenze, portavano a Lucca il loro argento al fine di farlo coniare in Lucensis, utilizzati poi nelle loro città d’origine. 
Il rinomato potere commerciale della città di Lucca determinò il successo e la diffusione della sua monetazione anche al di fuori dei confini del Regno d'Italia.

## Imitazioni del denaro lucchese
L’imitazione di monete di larga circolazione era un fenomeno molto diffuso nel periodo medioevale. Lo scopo principale era riprodurre un nominale che il pubblico fosse in grado di riconoscere senza difficoltà, quindi un nominale già affermato e accettato dall’opinione pubblica, in modo da entrare in circolazione senza difficoltà sfruttandone la reputazione.
Nel caso in cui il valore intrinseco della moneta riprodotta sia uguale o maggiore dell’originale non si può parlare di falsificazione, ma piuttosto di imitazione.
Questo tipo di fenomeni imitativi finivano inevitabilmente per danneggiare l’ente consolidato, il quale cercava quindi di difendersi.
Fra le varie imitazioni prodotte delle monete lucchesi possiamo individuare due diverse categorie:
1. Nella prima troviamo esemplari della fattezza talmente scadente da risultare quasi non identificabili. Sono pezzi che possono essere ricondotti con certezza al tipo lucchese ma, dato che il monogramma H non è identificabile con certezza, potrebbero essere state prodotte in una qualunque delle zecche toscane.
2. Nella seconda categoria possiamo individuare pezzi completamente incompatibili con gli esemplari prodotti dalla zecca di Lucca appartenenti probabilmente ad altre zecche toscane, probabilmente Spoleto o Volterra.

Un caso emblematico è quello di Pisa la quale, dopo aver ottenuto circa nel 1149 il diritto di battere moneta da parte di Federico I, iniziò a coniare una grande quantità di monete con le stesse caratteristiche di quelle lucchesi.
Era arduo distinguere le due produzioni dato che la copia pisana era piuttosto fedele. A causa di questo comportamento furono recapitati numerosi ammonimenti alla città di Pisa sia da parte imperiale che papale, ma nessuno produsse il risultato sperato. Le autorità pisane, preoccupate esclusivamente della crescita economica e commerciale della loro città, continuarono a produrre le monete d’imitazione oggetto di scandalo.
Nel 1168 la disputa comportò lo scoppio di una guerra e solo dopo il 1181, a pace avvenuta, Pisa si decise a battere un proprio tipo di moneta: la moneta pisana riportava al dritto, al centro del campo, una F (dedicata a Federico I) e al rovescio le lettere P I S A.
Nonostante le modifiche il denaro pisano manterrà una grande somiglianza con quello lucchese con il quale continuerà ad essere confuso.
C’è anche da considerare il fatto che realizzare una moneta simile a quella lucchese, considerata la scadente fattura del tondello e la dozzinale epigrafia, non era poi così complicato.
Sono giunte poi notizie di imitazione delle monete prodotte dalla zecca di Lucca anche in altre città della Toscana e nelle Marche.
Sicuramente tutte queste imitazioni contribuirono alla perdita della gloria di cui la zecca lucchese poteva godere inizialmente.

## Tecnologia numismatica lucchese
Nel XII secolo i denari argentei italiani acquisirono delle caratteristiche comuni piuttosto forti. Nel nord Italia le monete assunsero una forma scodellata, mente a Lucca il tondello rimase invariato per tutto il periodo della sua produzione, ovvero piatto e più spesso.
Il procedimento di produzione utilizzato dalla zecca lucchese nei primi secoli del proprio esercizio era assimilabile a quello delle zecche contemporanee. 
Prima di tutto doveva essere prodotta la lega da utilizzare per la coniazione delle monete, processo che richiedeva un maestro di zecca molto competente. Il metallo fuso ottenuto era poi gettato in lingotti (o lamine) successivamente tagliati in pezzi più piccoli che venivano battuti a martello fino a raggiungere lamierini molto sottili. I lamierini erano ritagliati con delle cesoie a forma di piccoli dischetti sui quali poi venivano coniate le varie monete.
All’inizio del XII secolo il Lucensis fu talmente svalutato da obbligare la zecca ad aumentare la propria produzione, per questo i processi di lavorazione furono semplificati e l’aspetto estetico fu messo completamente in secondo piano. 
Proprio per questo motivo fu messa a punto una nuova tecnica di coniazione: per rendere l’operazione più veloce il lamierino sarebbe stato ritagliato in quadretti anziché in dischetti, i cui spigoli sarebbero poi stati smussati tramite delle cesoie; i dischetti erano infine coniati con la tecnica classica dell’include e del martello.
A causa dell’alta velocità con cui le monete dovevano essere prodotte e lavorate spesso il conio non riusciva a imprimere completamente tutte le iscrizioni, pena la conseguente illeggibilità dell’epigrafe riportata sulla moneta.
Frequentemente possiamo notare anche la presenza di colpi di martello, usati nel tentativo di livellare il metallo, che l’imprimitura dell’iscrizione non è riuscita a coprire del tutto.
Questa tecnica, largamente utilizzata in Germania, in territorio italiano fu adottata esclusivamente dalle zecche di Lucca e di Pisa.
Vista la rapidità e la funzionalità di questo tipo di produzione, le tecniche di fabbricazione utilizzate dalle varie zecche rimasero pressoché invariate per diversi secoli.

## La monetazione lucchese nel periodo ottoniano
Nel 960, durante il Regno di Ottone I, il sovrano decise di provvedere alla riorganizzazione del sistema monetario italiano e di mettere a punto denari nuovi, chiamati Ottolini, in grado di contribuire allo sviluppo economico e sociale del paese, e i risultati furono evidenti soprattutto della Toscana e del Nord Italia. 
La riforma previde la standardizzazione a circa 1,4 g del peso delle monete delle cinque principali zecche italiane: Pavia, Verona, Milano, Venezia e Lucca.
Le tecniche per la produzione delle monete erano molto semplici e i punzoni usati per incidere la monetazione erano un circoletto, una semiluna, un triangolo e un rettangolo; i particolari erano invece incisi a mano tramite il bulino.
Le monete lucchesi coniate nel periodo ottoniano cominciarono già ad affermare dei tipi principali. Di queste, quelle riferite all’imperatore hanno riportato in posizione centrale del campo il monogramma recante la scritta OTTO e la scritta L V C A.
Accanto al nome del sovrano non sono riportati numeri, motivo per cui resta difficile stabilire una successione certa.
Il Lucensis e il Papiensis sono sempre state monete legate tra loro, sia per punto di vista storico, sia per la tecnica realizzativa. Un altro punto in comune è il successo: il primo ad affermarsi fu il Pavensis il quale, dopo il suo declino, fu superato dalla moneta lucchese.
Le monete di questi due tipi di zecca sotto il Dominio Ottoniano assunsero tratti molto simili, per esempio il monogramma OTTO riportato sul dritto e inscritto all’interno di un cerchio perlinato, o il nome della città riportato sul rovescio; una differenza è invece il trattino che unisce le due T, presente in quelle lucchesi e non in quelle pavesi.
Le zecche milanesi e venete si discostarono invece dalle sopracitate.
All’inizio del X secolo l’equilibrio inizialmente esistente fra le zecche italiane iniziò a dissolversi e il potere imperiale cominciò ad avere sempre meno influenza sulle stesse.

## I denari “enriciani” di Lucca
La Zecca di Lucca coniò una serie di monete dedicate agli imperatori Enrico II, III, IV e V note sotto il nome di “enriciani”.
Il grande successo ottenuto dalle monete ottoniane suggerì di continuare con quel tipo anche durante il periodo enriciano, per questo riportano una serie di analogie.
La principale caratteristica dei denari enriciani è infatti quella di aver impresso sul dritto il monogramma H, chiara derivazione dei denari ottoniani precedenti i quali riportavano quello a doppia T, e sul rovescio le lettere L V C A disposte a croce.
Dal 1125 al 1200 il denaro enriciano è rimasto pressoché invariato, questo perché in quest’arco temporale si sono susseguiti sovrani che non hanno mai ordinato la coniatura di monete lucchesi a loro nome. 
I sovrani in questione sono: 
- Lotario II 1125 - 1137
- Corrado III 1138 - 1152
- Federico I detto il Barbarossa 1152 – 1190

Il riferimento ad un generico Enrico che Lucca realizzava nelle sue monete era funzionale allo scopo di non citare il sovrano in carica ed evitare in questo modo schieramenti.

### Enrico II (1004-1024)
Le monete dedicate a Enrico II sono chiaramente identificabili grazie alla presenza di due cunei a separare le due aste dell’H riportata sul dritto.
È una moneta rarissima di cui si conoscono due soli esemplari, anche se si pensa che, per quanto siano di stili molto simili, alcune delle monete attribuite ai regnanti che l’hanno succeduto siano in realtà state battute durante il suo regno.
Probabilmente il nuovo tipo di moneta non godeva di particolare fama tra il pubblico, perciò la zecca deve aver scelto di utilizzare un monogramma a forma di H, molto simile al precedente monogramma ottomano a doppia T, per fare in modo che le nuove monete si confondessero con le precedenti. 

### Corrado II (1026-1039)
Questa moneta si distingue dalle altre perché è l’unica ad avere un’epigrafia differente, in più anche il fino pregiato e il conio accurato sono elementi identificativi delle monete di Corrado II. 

### Enrico III (1039-1056)
Nonostante la quantità d’argento che costituisce la moneta sia notevole, possiamo assistere ai primi segni di degenerazione del conio: il monogramma appare fortemente stilizzato e si distacca largamente dal classico monogramma ottomano a doppia T.

### Enrico IV (1056-1106)
Quelle per Enrico IV costituiscono l’insieme più densamente popolato fra tutti i denari enriciani; sono caratterizzate da un tondello più rotondo e da un monogramma più piccolo inscritto in un cerchio perlinato.

### Enrico V (1106-1125)
Queste monete sono caratterizzate da un diametro più piccolo (15 mm anziché 16/17 mm) e da un peso più leggero (0.95 g rispetto alle monete precedenti che andavano da 1.05 a 1.10 g).
Il monogramma, nuovamente iscritto in un cerchio perlinato, è piccolo e realizzato minuziosamente.

## La monetazione
| Dominio Longobardo                           | Dominio Longobardo       | Dominio Longobardo                                                 | Dominio Longobardo                                                        | Dominio Longobardo | Dominio Longobardo | Dominio Longobardo |
| Immagine                                     | Valore                   | Dritto                                                             | Rovescio                                                                  | Datazione          | Peso; diametro     |                    |
| -------------------------------------------- | ------------------------ | ------------------------------------------------------------------ | ------------------------------------------------------------------------- | ------------------ | ------------------ | ------------------ |
| Tremisse Longobardo                          | Tremisse                 | FLAVIA LVCA, nel mezzo stella a sei raggi inscritta in un cerchio. | Croce latina potenziata inscritte in VIVIVIVIVIVIVIVI disposte a cerchio. | 700-750 c.a.       | 1.45 g, 27 mm      |                    |
| Tremisse di Re Desiderio, Dominio Longobardo | Tremisse di Re Desiderio | DN DESIDER REX, all’interno croce latina potenziata.               | FLAVIA LVCA, nel mezzo stella a sei raggi inscritta in un cerchio.        | 757-774            | 1.43 g, 16mm       |                    |
| N.B.: Qui sopra alcuni esempi.               |                          |                                                                    |                                                                           |                    |                    |                    |

| Dominio dei Franchi            | Dominio dei Franchi     | Dominio dei Franchi                                    | Dominio dei Franchi                                                                     | Dominio dei Franchi | Dominio dei Franchi | Dominio dei Franchi |
| Immagine                       | Valore                  | Dritto                                                 | Rovescio                                                                                | Datazione           | Peso; diametro      |                     |
| ------------------------------ | ----------------------- | ------------------------------------------------------ | --------------------------------------------------------------------------------------- | ------------------- | ------------------- | ------------------- |
| Tremisse di Carlo Magno        | Tremisse di Carlo Magno | DN CARVLVS REX, busto regale a effigie di Carlo Magno. | FLAVIA LVCA, interrotta saltuariamente da piccole stelle. Nel mezzo stella a sei punte. | VIII – IX secolo    | 0.98 g, 17mm        |                     |
| Tremisse per Carlo Magno       | Tremisse di Carlo Magno | DN CARVLVS REX, all’interno croce latina potenziata.   | FLAVIA LVCA, nel mezzo stella a sei punte.                                              | VIII – IX secolo    | 1.08 g, 17mm        |                     |
| N.B.: Qui sopra alcuni esempi. |                         |                                                        |                                                                                         |                     |                     |                     |

| Periodo Ottoniano              | Periodo Ottoniano   | Periodo Ottoniano                                                      | Periodo Ottoniano                        | Periodo Ottoniano | Periodo Ottoniano | Periodo Ottoniano |
| Immagine                       | Valore              | Dritto                                                                 | Rovescio                                 | Datazione         | Peso; diametro    |                   |
| ------------------------------ | ------------------- | ---------------------------------------------------------------------- | ---------------------------------------- | ----------------- | ----------------- | ----------------- |
| Grosso di Ottone IV            | Grosso di Ottone IV | S VVLTVS DE LVCA, veduta di faccia del volto coronato del Volto Santo. | OTTO REX, tipico monogramma dell’impero. | 1160 – 1369       | 1.76 g, 20mm      |                   |
| N.B.: Qui sopra alcuni esempi. |                     |                                                                        |                                          |                   |                   |                   |

| Repubblica di Lucca            | Repubblica di Lucca  | Repubblica di Lucca                                                               | Repubblica di Lucca                                                                  | Repubblica di Lucca | Repubblica di Lucca | Repubblica di Lucca |
| Immagine                       | Valore               | Dritto                                                                            | Rovescio                                                                             | Datazione           | Peso; diametro      |                     |
| ------------------------------ | -------------------- | --------------------------------------------------------------------------------- | ------------------------------------------------------------------------------------ | ------------------- | ------------------- | ------------------- |
| Scudo d'oro del sole           | Scudo d’oro del sole | S VVLTVS DE LVCA, mezzobusto coronato del Volto Santo rivolto leggermente a sx.   | CAROLVS·IMPERATOR, stemma della repubblica con sole raggiante sulla parte superiore. | 1552                | 3.34 g, 24mm        |                     |
| Zecchino                       | Zecchino             | SAN VVLTVS DE LVCA, mezzobusto coronato del Volto Santo rivolto leggermente a sx. | S. MARTINVS, San Martino a cavallo che porge il mantello al povero.                  | 1570 (c.a.)         | 3.49 g, 27mm        |                     |
| Scudo lucchese                 | Scudo                | SANCTUS MATINUS, San Martino a cavallo che porge il mantello al povero.           | RESPUBLICA LUCENSIS, stemma coronato.                                                | 1743                | 26.51 g, 43mm       |                     |
| Doppio Scudo                   | Doppio scudo         | VULTUS – SANCTUS, mezzobusto coronato del Volto Santo rivolto leggermente a sx .  | RESPUBLICA LUCENSIS, stemma coronato.                                                | 1750                | 5.52 g, 21mm        |                     |
| N.B.: Qui sopra alcuni esempi. |                      |                                                                                   |                                                                                      |                     |                     |                     |

| Regime dei Baciocchi           | Regime dei Baciocchi | Regime dei Baciocchi                                                                  | Regime dei Baciocchi                                                                                | Regime dei Baciocchi | Regime dei Baciocchi | Regime dei Baciocchi |
| Immagine                       | Valore               | Dritto                                                                                | Rovescio                                                                                            | Datazione            | Peso; diametro       |                      |
| ------------------------------ | -------------------- | ------------------------------------------------------------------------------------- | --------------------------------------------------------------------------------------------------- | -------------------- | -------------------- | -------------------- |
| Franco Lucca 1806              | 1 Franco             | FELICE ED ELISA PP. DI LUCCA E PIOMBINO, teste dei coniugi Felice ed Elisa Baciocchi. | PRINCIPATO DI LUCCA E PIOMBINO, il valore di 1 franco riportato all’interno di una corona d’alloro. | 1806                 | 4.93 g, 23mm         |                      |
| N.B.: Qui sopra alcuni esempi. |                      |                                                                                       | |                      |                      |                      |

## La zecca oggi
Nel 1996 nacque la Fondazione dell’Antico Uffizio della Zecca di Lucca e, solo un anno dopo, il Collegio dei Monetieri, erede ideale della secolare tradizione lucchese.
Da allora è iniziato da parte di questi enti un profondo e accurato studio dei documenti conservati all’interno dell’Archivio di Stato di Lucca, ma la vera e più importante attività è stata quella della produzione di monete, gettoni e medaglie commemorative, realizzate seguendo tecniche tradizionali.
L’Antica Zecca di Lucca si è poi occupata della riproduzione delle monete più importanti e significative nella storia della sua produzione, tra cui Denari Carolingi, Zecchini, Ducati, Fiorini e molti altri.
Lo scopo era quello di ricostruire e conservare gli antichi metodi di lavorazione altrimenti destinati a scomparire.

## La sede museale
La Fondazione dell’Antica Zecca di Lucca ha allestito presso la Casermetta San Donato un percorso museale in cui sono esposti macchinari d’epoca e un percorso museale ricco di monete storiche, oltre a numerose altre cose.
Il principale obiettivo legato alla realizzazione del Museo della Zecca è quello di presentare un excursus della storia, della cultura e del patrimonio monetario della città di Lucca.